# Vlamdetectie
Vlammenmelders zijn optische toestellen voor het detecteren van de vlamverschijnselen van een brand. Er zijn twee categorieën vlamdetectie:
- vlammenmelders (vlamdetectoren) voor het detecteren van een brand in brandalarmsystemen
- vlammenscanner voor het meten van de conditie van een vlam in een branderautomaat

Deze pagina beschrijft vlamdetectietechniek en niet de vlammenmelders zelf.

## Spectrum

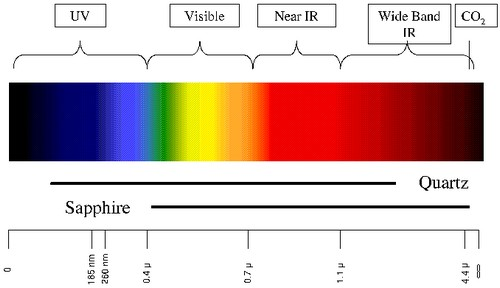
Spectrum

### Ultraviolet
Een ultraviolet-sensor (uv-sensor) is meestal gevoelig voor straling in het 185 tot 260 nm-bereik. Bij dit bereik is de sensor het minst gevoelig voor natuurlijke storingsbronnen als kosmische straling en vooral zonlicht. Het zonlicht wordt in de hogere frequenties geabsorbeerd door vrijwel alle dampen of gassen maar in het bijzonder door ozon en rook maar ook olie of vet op de lens. Vrijwel elke brand straalt uv-licht uit en hiermee is de uv-sensor een goede allround vlammenmelder. Een nadeel is dat er nogal wat valse alarm-meldingen kunnen optreden door bijvoorbeeld halogene en kwarts-verlichting (zonder vensterglas), elektrisch lassen, corona en statische elektrische ontladingen.

### Zichtbaar licht
Een zichtbaar-lichtsensor (bijvoorbeeld een camera: 0,4 tot 0,7 µm) is in staat een voor de mens te begrijpen beeld te presenteren. Bovendien zijn er complexe beeld analyses uit te voeren door computers die de vlam of zelfs rook kunnen herkennen. Een camera kan ook verblind worden zoals een mens door zware rook of mist. Het is ook mogelijk gegevens van een uv- of infrarood-sensor samen te gebruiken. De coronacamera is daar een voorbeeld van. Hierbij wordt de informatie van een (kostbare) uv-camera gemengd met zichtbare beeldinformatie. Het wordt gebruikt voor het opsporen van defecten in hoogspanningsinstallaties en branddetectie over grote afstanden.

### Nabij infrarood
Een nabij-infaroodsensor (0,7 tot 1,1 µm) is vooral in staat zonder al te veel hinder van water en waterdamp een vlamverschijnsel waar te nemen. De sensor is bovendien relatief goedkoop.

### Breedband infrarood
Een breedband-infraroodsensor (1,1 µm en hoger) neemt vooral de warmtestraling van een brand waar. Een bijzondere frequentie daarbij is het 4,3 tot 4,4 µm-bereik. Dit is de resonantiefrequentie van CO2. Bij het verbranden van een koolwaterstof als hout of fossiele brandstoffen als olie en aardgas komt veel warmte en CO2 vrij. Deze hete CO2 straalt veel energie uit op zijn resonantiefrequentie (4,3 µm). Dit veroorzaakt een piek in de totale stralingsuitstoot en is goed te detecteren. Bovendien zorgt de "koude" CO2 in de lucht dat het zonlicht en andere straling wordt gefilterd. Dit maakt de sensor in deze frequentie "solar blind". Door te kijken naar de uitgestraalde frequenties van een brand (1 tot 20 Hz) maken we de detector minder onecht-alarm gevoelig voor warmtestraling van bijvoorbeeld machines. Multi Infrarood detectoren, welke werken rond de 4,3 µm, gebruiken algoritmen om de effecten van achtergrondstraling (black body radiation) te onderdrukken. De detector wordt hier ongevoeliger door.
Een groot nadeel is dat vrijwel alle straling wordt geabsorbeerd door water of waterdamp maar Infrarood in het bijzonder. Vanaf ca. 3,5 µm en hoger is de absorptie door water of ijs vrijwel 100%. Dit maakt de Infrarood sensor voor gebruik in de open lucht erg kwetsbaar. Het grootste probleem is dat we het niet weten. Sommige Infrarood detectoren zijn voorzien van een (automatische) venster check maar deze constateert alleen of er water of ijs op het venster zit. Een zoutfilm is ook al funest omdat zout water opneemt. Echter waterdamp, mist of lichte regen zorgen dat de sensor vrijwel volledig blind is zonder dat je het weet.
Eigenlijk is het dit niet moeilijk te begrijpen als je ziet wat een brandweerman doet als hij/zij een hete brand benadert. Hij/zij beschermt zich met een waternevel tegen de enorme Infrarood warmtestraling. Zichtbaar licht komt wel door de waternevel anders zouden wij de vlammen ook niet kunnen zien.

## Stralingsemissie

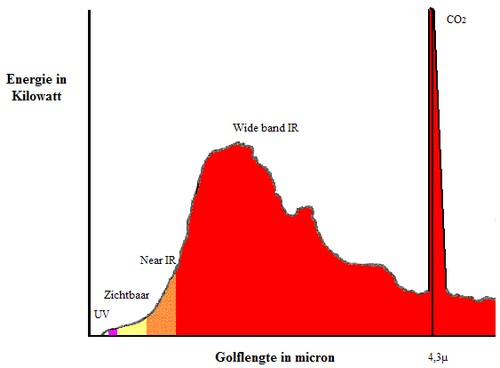
Stralingsemissie

Een brand straalt (afhankelijk van de brandstof) een grote hoeveelheid straling uit waarvan wij als mens de zichtbare geelrode vlammen het best kennen, naast een grote hoeveelheid warmte. Goedbeschouwd komt er relatief weinig uv-energie en zichtbare energie vrij bij een brand t.o.v. de infraroodstraling. Een niet-koolwaterstofbrand van bijvoorbeeld waterstof vertoont geen CO2-piek op 4,3 µm omdat er bij de verbranding van waterstof geen CO2 vrijkomt.
De 4,3 µm CO2-piek is hier wat te breed weergeven en vertegenwoordigt in werkelijkheid minder dan 2% van de totale brandenergie. Een multi-frequentie-detector met sensoren voor uv, zichtbaar licht, Near IR en/of een beetje Wideband IR hebben dan ook veel meer sensor data om mee te rekenen en is in staat om meer of beter diverse soorten branden te detecteren, zoals: waterstof, methanol, ether of zwavel. Het lijkt een statisch plaatje, maar in werkelijkheid fluctueert de energie door het flakkeren van de meeste vlammen. Dit flakkeren komt doordat de aangezogen zuurstof en aangevoerde brandstof steeds opbranden en vervolgens weer opnieuw zuurstof en brandstof aanzuigen. Deze kleine explosies zorgen voor het flakkeren van de vlam.

## Zonlicht

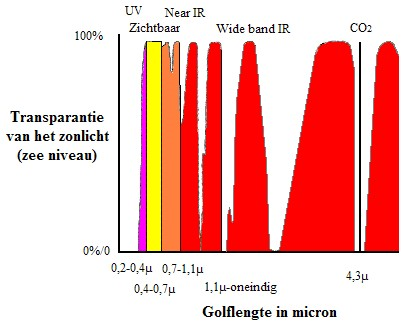
zonlicht absorptie

De zon straalt een enorme hoeveelheid energie uit die ook erg schadelijk voor ons kan zijn. Gelukkig zorgen allerlei dampen en gassen in de atmosfeer zoals water (wolken) Ozon en anderen in de lucht ervoor dat het zonlicht gefilterd wordt. In de grafiek is goed te zien dat "koude" CO2 de zonnestraling filtert rond de 4,3 µm. De Infrarood detector die deze frequentie gebruikt is daardoor zonneblind (solar blind). Niet alle fabrikanten gebruiken scherpe filters voor 4,3 µm en pikken daardoor nogal wat zonlicht op. Deze goedkope vlammenmelders zijn niet of nauwelijks geschikt voor gebruik in buiten applicaties.
Tussen 0,7 en ca. 3 µm is er relatief veel absorptie van zonlicht. Deze frequentie wordt dan ook door sommige fabrikanten gebruikt voor vlamdetectie (in combinatie met andere sensoren zoals voor uv, zichtbaar licht en/of Near IR. Het grote economische voordeel is dat er geen dure Saffier vensters maar Kwarts vensters gebruikt kunnen worden. Deze elektro-optische sensor-combinaties maken het tevens mogelijk om niet-koolwaterstofbranden zoals Waterstofbranden te detecteren zonder onechte alarmen door kunstlicht of elektrisch lassen.

## Warmtestraling

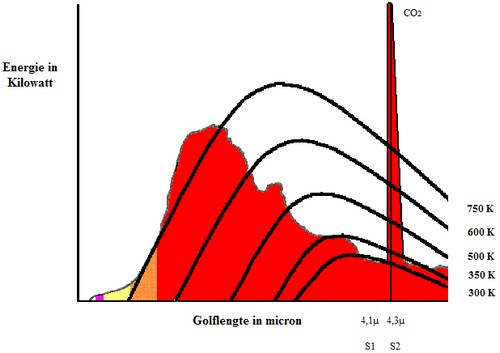
warmtestraling

Infrarood detectoren ondervinden hinder van Infrarood warmtestraling die niet afkomstig is van een eventuele brand. De brand wordt als het ware gemaskeerd door andere warmtebronnen. Alles wat een temperatuur van boven het absolute minimum heeft (0 kelvin ofwel −273 °Celsius) straalt energie uit en bij kamertemperatuur (300 K) is deze warmte al een probleem voor de gevoeligste Infrarood detectoren. Soms is een (bewegende) hand vlak voor de lens van de detector al voldoende om hem in alarm te krijgen. Bij 700 K begint de een warm voorwerp (black body) al zelfs een beetje zichtbaar licht te geven (gloeien). 
Dual- of Multi Infrarood detectoren onderdrukken de effecten van warmtestraling door sensoren vlak naast de CO2 piek, bijvoorbeeld op 4,1 µm te laten detecteren. Hier is dan bepaald dat er een (groot) verschil moet zijn in output tussen de verschillende sensoren (bijvoorbeeld sensor S1 en S2 in het plaatje hierboven). Een nadeel is dat een eventuele brand veel groter moet zijn dan de aanwezige warmte straling. Met andere woorden, de detector wordt ongevoeliger. Elke multi Infrarood detector heeft hier last van, hoe duur ze ook zijn.

## Zichthoek conus

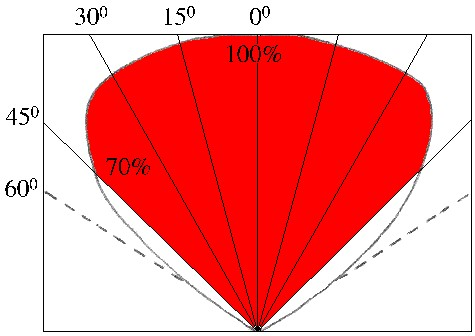
zichthoek

De zichthoek van een vlammenmelder wordt bepaald door de vorm en afmeting van het venster/behuizing en de positie van de sensor daarin. Bij Infrarood sensoren speelt de laminatie van het sensor materiaal nog een rol en beperkt de zichthoek van de detector. Een grote zichthoek betekent niet dat de detector beter is. Bij sommige applicaties dient de detector nauwkeurig te worden gericht als je de detector niet in potentiële storingsbronnen wilt laten kijken.
De conus van de detector is driedimensionaal en hoeft niet egaal rond te zijn. De zichthoek verticaal en horizontaal verschillen nog al eens en dit komt meestal door de behuizing of spiegelonderdelen (zelf check). Verschillende brandstoffen kunnen een verschillende zichthoek hebben in dezelfde detector.
Erg belangrijk is de gevoeligheid op de 45° hoeken. Hier moet minstens 50% van de maximum gevoeligheid op de centrale as gehaald worden. Sommige detectoren halen hier al 70% of meer. Eigenlijk hebben deze detectoren een totale horizontale zichthoek van meer dan 90° maar dat vermelden de meeste fabrikanten niet. Een hoge gevoeligheid aan de randen van de zichthoek levert een voordeel op bij de projectie van een vlammenmelder.

## Het detectiebereik

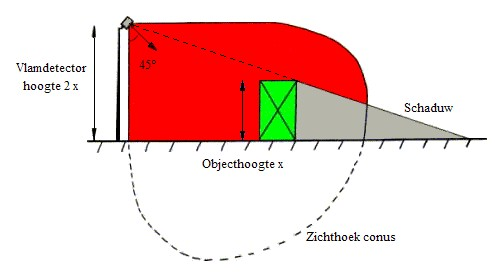
detectiebereik

Het bereik van een vlammenmelder wordt in belangrijke mate bepaald door de montage. In feite zou je je moeten verplaatsen in wat de detector ziet. 
Een vuistregel is dat de detector op een hoogte wordt geplaatst die twee keer meer is dan de hoogte van het hoogste object. Let op dat detector goed te bereiken is in verband met onderhoud en/of storingen. Een neerlaatbare stabiele mast (met weinig zwiep) is aan te bevelen. Een afdakje boven de detector (30 × 30 cm) voorkomt snelle vervuiling in buiten opstellingen.
Let op schaduwen. Je kunt schaduwen verminderen door in de diagonale hoek tegenover de vlammenmelder een tweede detector te plaatsen. Bovendien werkt de tweede als redundante mocht de eerste uitvallen of afgedekt raken. In het algemeen kan men bij het plaatsen van meerdere detectoren deze naar elkaar toe richten van de kanten of wanden af. Zo bereikt u een schaduwafdekking en betere redundantie dan wanneer de detectoren vanuit het midden naar een ruimte "kijken".

## De vierkantswet

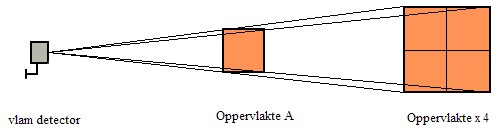
Vierkantswet

Deze wet is van toepassing op vlamdetectie en heeft betrekking op de afmetingen van de vlam en de afstand tot de vlam: Als een vlam-detector een bepaalde brand met een bepaalde oppervlakte A op een bepaalde afstand kan detecteren, dan is een viermaal grotere brandoppervlakte nodig wanneer de afstand tussen detector en brand tweemaal zo groot wordt. Kort gezegd is een dubbele afstand vier keer meer brand.
Dit geldt voor alle vlammenmelders, ook degene die gebaseerd zijn op camera techniek. Het is een wetmatigheid voor alle optische detectoren. De maximale gevoeligheid van een vlammenmelder is te bepalen door het maximale oppervlak A te delen door het kwadraat van de afstand: c = A/d².
Met deze constante "c" kan dan voor dezelfde detector en dezelfde soort brand de maximale afstand of minimale brandoppervlakte worden uitgerekend: A = c × d² en d = √(A/c).
Let op! Deze berekening kan niet eindeloos worden doorgetrokken. Als de afstand groter wordt gaan andere factoren meespelen zoals waterdamp en koude CO2 in de lucht. Bij een kleiner wordende vlam gaat onder andere de afnemende vlamflakker een rol spelen.